# 황지해
황지해는 대한민국의 정원 디자이너이자 환경 미술가이다. 영국 왕립 원예 협회(RHS)가 주최하는 첼시 플라워쇼(Chelsea Flower Show)에서 2011년 아티즌 가든 부문에 출전하여 금상을, 2012년에 쇼가든 부문에 출전하여 최고상을 받았다.

## 생애
1999년 환경 디자이너들이 만든 회사인 뮴에 참여하여 활동하였다. 영국 왕립 원예 협회(RHS)가 주최하는 첼시 플라워쇼에 대해 알게 된 이후 정원 디자인에 관심을 갖고 대회에 출전하기 위해 포트폴리오를 쌓기 시작하였다. 2011년 첼시플라워쇼 아티즌 가든 부분에 출전하여 금상을 받았고, 2012년에는 쇼가든 부분에 출전하여 최고상을 받았다. 같은 해에 일본 나가사키에서 열린 가드닝 월드컵에 출전하여 동상을 받았다.
2017년 서울시의 의뢰를 받아 헌 신발을 재료로 서울로 7017에 제작한 슈즈트리의 외관에 대해서 논란이 발생하자 5월 17일 서울시청에서 브리핑을 열어 "지금은 아직 작품을 설치하는 단계"라면서  "앞으로 꽃과 나무, 조명 등이 배치되고 완성되면 달라질 것"이라고 입장을 밝혔다. 그러나 슈즈트리는 결국 논란 속에 철거되었다.

## 경력

### 행사 참여
- 2011 영국 첼시플라워쇼(Artisan Garden) 부문[7]
- 2012 영국 첼시플라워쇼(Show Garden) 부문[7]
- 2012 일본 가드닝월드컵 한국대표
- 2012 네덜란드 벤로 플로리아드 한국대표
- 2014 3D Garden Show miNiATURE(미니어처)에 독도정원으로 참여(the Strand Gallery in London, 2014.3.5~9) 이후 전세계 순회전시[8][9][10]

### 수상
- 2011 영국 첼시플라워쇼 금상
- 2011 영국 첼시플라워쇼 아티즌가든부문 최고상
- 2012 영국 첼시플라워쇼 회장상
- 2012 영국 첼시플라워쇼 쇼가든부문 금상

## 정원 작품
- 2011 영국 <첼시플라워쇼> 해우소 가는길(Hae-woo-so, Emptying One's Mind) (영국 런던)[11]
- 2012 영국 <첼시플라워쇼> 고요한 시간: DMZ 금지된 화원(Quiet Time: DMZ Forbidden Garden) (영국 런던)
- 2012 일본 <2012 가드닝월드컵> 가난...그 고요[12]
- 2012 네덜란드 <플로리아드 정원박람회> 뻘-순천만, 어머니의 손바느질
- 2013 대한민국 <순천만국제정원박람회> 갯지렁이 다니는 길, 동천갯벌 공연장 (대한민국 순천시)[13]
- 2013 0.001_물은 낮은 곳으로 흐른다 (KBEE 런던)

## 공공미술 프로젝트
1999년 이후 대략 250여 점 이상의 공공미술 프로젝트에 참여했다.
- 아파트 단지의 무대형 가벽 쥐구멍(경남 창원)
- 물의 거리에 조성된 초현실적 조형물 세상에서 가장 긴 물고기 (전북 부안)
- 섬의 추억과 휴식을 위한 조형물 하트해변 (전남 신안군 비금도)
- 자전거도로 조형물 (전북 부안군)
- 아파트 단지에 설치된 어린이 놀이터 놀이가벽 (경남 창원시)

## 같이 보기
- 정원
- 정원 가꾸기
- 정원 디자인
- 정원 디자이너
- 댄 피어슨 (정원 디자이너)
- 오경아 (정원 디자이너)

## 참고 자료
정기간행물
- 월간가드닝편집부 (2014년 5월). “가든 디자이너-황지해”. 《월간가든닝》. Vol.1 No.5 [2013]: 10~19쪽.
- 커뮤니티가든편집부 (2014년 1월 15일). “황지해 가든 디자이너”. 《계간커뮤니티가든》. Vol.3 No.1 [2014]: 14~18쪽.